# Bajt Rakta
Bajt Rakta (arab. بيت رقطة) – wieś w Syrii, w muhafazie Hama. W 2004 roku liczyła 265  mieszkańców.